# Mariusz Hermanowicz
Mariusz Hermanowicz (ur. 17 grudnia 1950 w Olsztynie, zm. 3 października 2008 w Olivet pod Orleanem we Francji) – polski fotografik.

## Młodość
Urodził się w rodzinie repatriowanej z Wilna, gdzie jego wuj Piotr Hermanowicz był znanym rzeźbiarzem, a rodzina należała do jednych z liczniejszych i bardziej znanych na Wileńszczyźnie. Od najmłodszych lat zajmował się fotografią. Po ukończeniu Liceum Ogólnokształcącego w Olsztynie, Hermanowicz studiował na Wydziale Operatorskim Łódzkiej PWSFTviT (Dyplom 1974), realizując w czasie studiów szereg etiud jako operator filmowy.

## Praca jako fotografik
Zarówno w czasie studiów jak i po ich ukończeniu Hermanowicz pracuje jako fotografik, otrzymując za swe prace najwyższe polskie wyróżnienie fotograficzne w owym czasie – Złoty Jantar w Gdańsku (1977), a następnie wstępując do ZPAF (1978). Jego zdjęcia cechowała ironia, absurdalne pokrewne pisarstwu Mrożka poczucie humoru oraz dążenie do perfekcji technicznej. Pomimo że od dziesięcioleci mieszkał we Francji, gdzie wystawiał swoje zdjęcia, starał się regularnie wystawiać w Polsce. Poza tym miał wystawy indywidualne we Francji, w Holandii, Szwajcarii, Wielkiej Brytanii i Stanach Zjednoczonych.

## Emigracja
Stan wojenny zastał Hermanowicza w Paryżu. Natychmiast postanowił powrócić do kraju, jednak nie mogąc się pogodzić z ówczesną rzeczywistością w kraju zdecydował się w kilka miesięcy później na emigrację do Francji, gdzie miał więzy rodzinne. Najpierw mieszkał w Alzacji, potem w Poitiers i ostatecznie od 1990 roku w Orleanie, wszędzie pracując jako fotograf zajmujący się dokumentacją zabytków dla Francuskiego Ministerstwa Kultury.
W ostatnie dekadzie swego życia zajął się również dokumentowaniem przeszłości swojej rodziny na Kresach oraz wykonał serię zdjęć starego Wilna wielkoformatowym aparatem, które złożyły się na jego wystawę Wilno, a jednak....

## Spuścizna artystyczna
Hermanowicz zmarł 3 października 2008 roku w domu rodzinnym w Olivet, koło Orleanu, pozostawiając po sobie bogatą i oryginalną spuściznę fotograficzną. Są wśród niej zarówno charakterystyczne dla Hermanowicza cykle zdjęć, niejednokrotnie z ironicznymi podpisami stanowiącymi integralną część tych dzieł, jak i zdjęcia starego Wilna, miasta z którym się czuł zawsze związany, portrety znanych postaci polskiego świata kultury, serię portretów kobiet.
Zdjęcia Hermanowicza znajdują się w zbiorach Centre Georges Pompidou w Paryżu (seria "Stary Aparat - Le Vieil Appareil"), Muzeum Narodowego we Wrocławiu, Muzeum Sztuki w Łodzi (bogata kolekcja 76 zdjęć), Fonds régional d'art contemporain Poitou-Charentes (Funduszu Sztuki Regionu Poitou - Charente we Francji) oraz Centrum Sztuki Współczesnej w Warszawie.
Poza działalnością fotograficzną, Mariusz Hermanowicz pozostawił wiele rysunków humorystycznych, którego część była publikowana w latach 70 w Polsce i za granicą. Stworzył wtedy postać Pana Brzuszka. Interesował się również pracą innych artystów i zdawał pisane osobistym językiem relacje z odwiedzin paryskich wystaw w serwisie fototapeta.pl. Napisał również esej o francuskim fotografie Pierze Gonnordzie.